# بیمارستان مشیر
بیمارستان مشیر واقع در استان فارس، شهرستان شیراز بیمارستانی است خصوصی و درمانی  با ظرفیت ۲۵ تخت ثابت که در سال ۱۳۵۸ خورشیدی تأسیس گردید.
هم اکنون این بیمارستان دارای اتاق عمل، اورژانس، چشم پزشکی، گوش حلق بینی و دیگر واحدهای پاراکلینیکی و درمانگاهی می‌باشد.